# 轮伞五叶参
轮伞五叶参（学名：Pentapanax verticillatus）是五加科五叶参属的植物，为中国的特有植物。分布于中国大陆的云南等地，生长于海拔1,200米至2,000米的地区，多生长在密林、灌木丛林以及山谷中，目前尚未由人工引种栽培。